# Robert Berri
Robert Berri (nacido como Robert Louis Berrier) (París; 16 de diciembre de 1912-Rueil-Malmaison; 22 de noviembre de 1989) fue un actor francés que apareció en un centenar de películas entre 1935 y 1979, entre las que pueden citarse El albergue rojo (1951), Fuga desesperada (1961) y Cómo destruir al más famoso agente secreto del mundo (1973).